# Laysan
Laysan (en hawaià Kauō, històricament Moller) és una illa deshabitada de l'arxipèlag de les illes de Sotavent de Hawaii, situada a 1.500 km al nord-oest de Honolulu.

## Geografia
Laysan és una illa baixa de sorra amb un llac interior que està a 2,4 m sobre el nivell del mar d'origen volcànic. La superfície total és de 4,11 km². El llac té un grau de salinitat entre 12 i 14%, el triple que l'aigua de mar. Laysan té dues espècies endèmiques en perill d'extinció: l'ànec anas laysanesis i el pardal telespyza cantans.

## Història
El nom hawaià Kauō fa referència a la forma d'ou de l'illa. Segons les tradicions hawaianes es tenia coneixement de les illes del nord-oest de l'arxipèlag però no hi ha evidències d'exploracions. Laysan va ser explorada i cartografiada el 12 de març del 1828 pel capità Mikhaïl Staniukovitx que li va posar el nom del seu vaixell Moller. Probablement ja era coneguda anteriorment pels baleners de Massachusetts que l'anomenaven Laysan per adaptació i confusió de l'illa veïna Lisianski. El 1857 va ser annexionada al regne de Hawaii i el 1890 va ser cedida a una companyia nord-americana per a l'explotació del guano. En dotze anys d'activitat minera es va destruir l'ecosistema de l'illa. La important colònia d'aus marines, especialment d'albatros, va estar en perill d'extinció.
El 1894, un immigrant alemany, Max Schlemmer, que es considerava com el «Rei de Laysan» hi va introduir diferent races de conills domèstics en esperar crear una indústria de conserves de carn. Va causar una catàstrofe ecològica per la sobreexplotació dels recursos. A més, les espècies invasores es van reproduir ràpidament fins a devorar pràcticament tota la vegetació, el que va provocar erosió i tempestes de sorra. A més, els comerciants japonesos hi venien a recollir plomes d'aus. El 1909 el president Theodore Roosevelt va declarar la majoria d'illes de sotavent com a reserva natural per a la protecció dels ocells. El 1923 es van exterminar els conills i s'ha fet un esforç per recuperar la vegetació nativa, tot i que era massa tard per a tres dels cinc ocells endèmics Acrocephalus familiaris familiaris, Porzana palmeri i Himatione sanguinea freethi, així com vint-i-sis espècies de plantes irreversiblement extintes.